# Venice (New York)
Venice è una città degli Stati Uniti d'America situata nella contea di Cayuga, nello stato di New York. È situata nell'area meridionale della contea, nelle vicinanze di Auburn. Il nome deriva dall'esonima città Venezia in Italia.

## Storia
I primi insediamenti risalgono intorno al 1790, sebbene la città venne ufficialmente istituita il 30 gennaio 1823, per separazione dalla vicina città di Scipio. A Venice risiedé Jethro Wood, l'inventore del primo aratro in ghisa.